# クレメンス・ブレンターノ

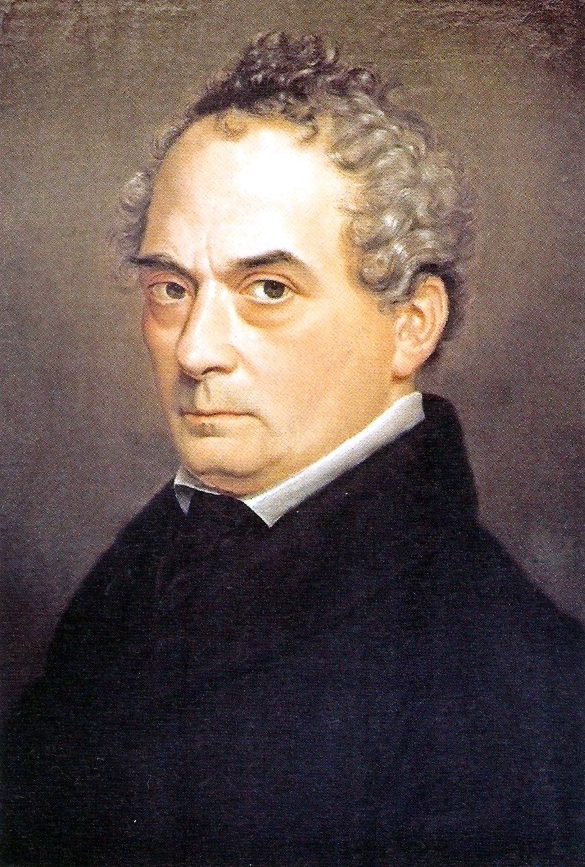
クレメンス・ブレンターノ

クレメンス・マリア・ブレンターノ（Clemens Maria Brentano, 1778年9月9日 - 1842年7月28日）は、ドイツの文学者・小説家・詩人。ドイツ・ロマン主義の最盛期の代表として著名な人物で、また同時代の文学者で義弟にあたるアヒム・フォン・アルニムとの親交も深かった。

## 生涯
ロンバルディア地方出身の商人ペーター・ブレンターノと、ヨハン・ヴォルフガング・フォン・ゲーテの若き頃の崇拝対象者でもあったマクシミリアーネ・フォン・ラ・ロッシュの子としてコブレンツに生まれる。姉妹には、アルニムと結婚し、自身も作家であるベッティーナや、法学者フリードリヒ・カール・フォン・サヴィニーと結婚したクニグンデがいる。
カトリックの洗礼を受け、フランクフルト・アム・マインやコブレンツで育つ。
商業教育の修得に失敗し、1797年にハレ大学で山岳研究、1798年よりイェーナ大学で医学を学びつつ、文学に傾倒するようになる。イェナでは、ヴァイマルの古典主義の代表者たち（クリストフ・マルティン・ヴィーラント、ヨハン・ゴットフリート・ヘルダー、ゲーテら）に学び、若きロマン主義者たち（フリードリヒ・シュレーゲル、ヨハン・ゴットリープ・フィヒテ、ルートヴィヒ・ティークら）とも出会った。
1801年よりゲッティンゲン大学で哲学を学び、アルニムと親交を深め、ライン地方への旅行を計画する。作家ゾフィー・メローとの結婚後、1804年にハイデルベルクへ発ち、アルニムと共に、『隠者新聞』 (Zeitung für Einsiedler) と、民謡集『少年の魔法の角笛』 (Des Knaben Wunderhorn) を出版する。1806年に妻ゾフィーが3度目の流産で死去する。翌年、17歳になるかならぬアウグステ・ブースマン（Auguste Bußmann）と再婚するものの、1814年には離婚している。

長旅の後はたびたびベルリンに滞在するようになり、1810年からはハインリッヒ・フォン・クライストの『ベルリン夕刊紙』 (Berliner Abendblättern) の仕事を手伝う。また、1803年に出会っていたグリム兄弟に、彼らが収集していた童話集の出版を薦めていたが、預かった草稿をブレンターノが紛失したため『グリム童話』の出版を遅らせたことがある（20世紀に入ってこの草稿はエーレンベルク修道院で発見された）。1811年にはキリスト教的ドイツ談話会 (Christlich-deutsche Tischgesellschaft ) の発起人の列に名を連ねるなど、ベルリンの文学者のグループにも溶け込んでいた。
次第に重い抑うつに苦しむようになり、1817年以降は神秘主義にのめり込む。懺悔し、世俗の詩人であることも捨て去った彼の著作には、キリスト教的なテーマが取り上げられることが多くなり、その中にはデュルメンのアンナ・カタリナ・エンメリックのような聖痕を持つ修道女の幻視の描写も含まれる。
1829年からフランクフルトに住み、1833年にミュンヘンに移住する。1842年アシャッフェンブルクにて死去。63歳であった。
ハイデルベルク市は、彼を記念して1993年にクレメンス・ブレンターノ賞を設けている。

## 著作

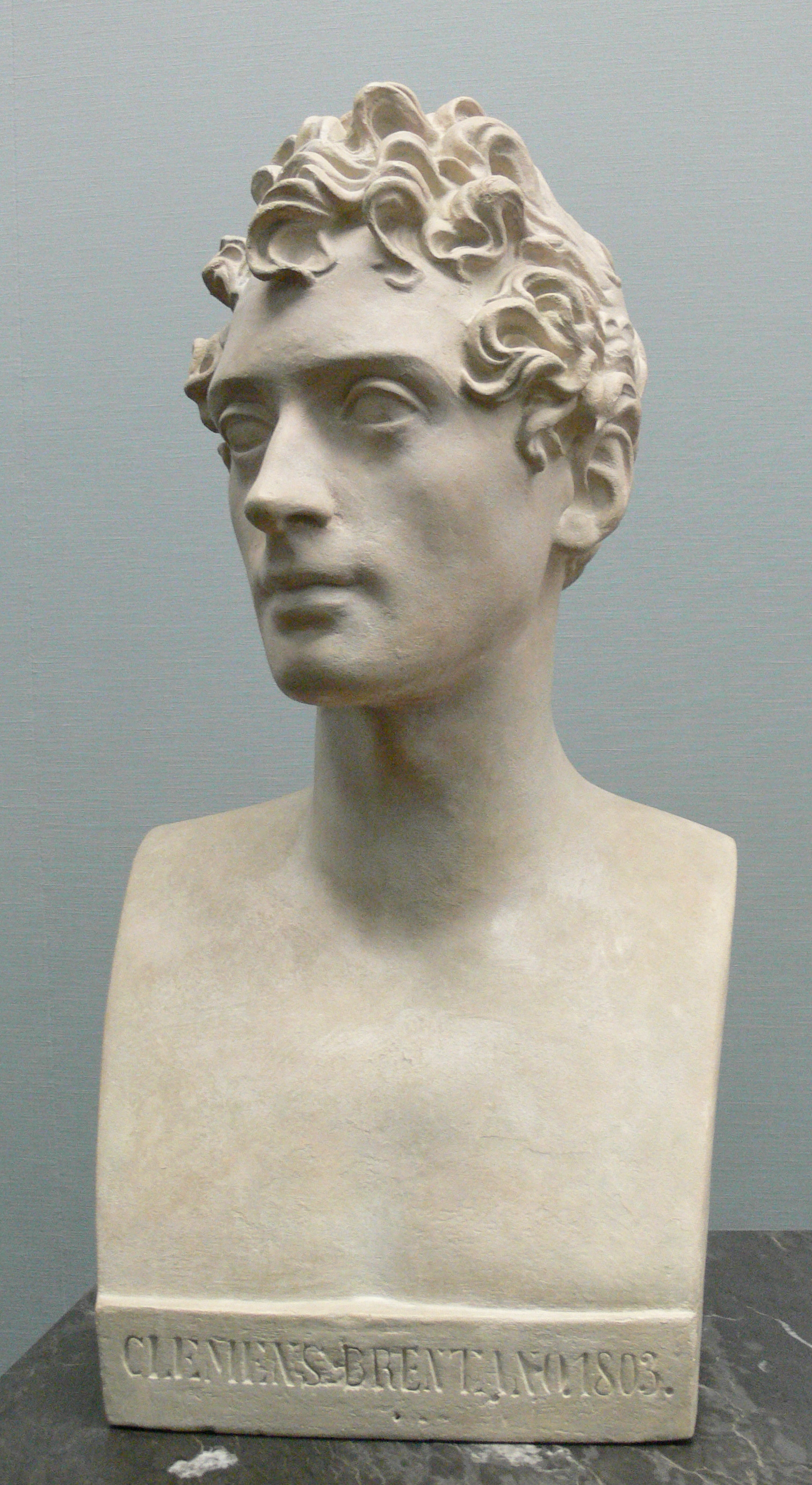
クリスティアン・フリードリッヒ・ティーク製作のブレンターノの胸像

- Godwi oder Das steinerne Bild der Mutter（長編小説、2巻、1801年。2巻目にローレライ伝説の物語を含む）
- Ponce de Leon（喜劇、1804年）
- 少年の魔法の角笛 Des_Knaben_Wunderhorn（民謡集、3巻、ルートヴィヒ・フォン・アルニムと共編、1806年・1808年）
- Entweder wunderbare Geschichte von Bogs dem Uhrmacher, wie er zwar das menschliche Leben längst verlassen, nun aber doch, nach vielen musikalischen Leiden zu Wasser und zu Lande, in die bürgerliche Schützengesellschaft aufgenommen zu werden Hoffnung hat, oder die über die Ufer der Badischen Wochenschrift als Beilage ausgetretene Conzert-Anzeige（風刺集、1807年、ヨハン・ヨゼフ・フォン・ゲレスと共編）
- Die Gründung Prags（物語、1814年）
- Die mehreren Wehmüller und die ungarischen Nationalgesichter（物語、1817年）
- Die drei Nüsse（短編小説、1817年）
- Geschichte vom braven Kasperl und dem schönen Annerl（枠物語、1817年）
- Die Chronika des fahrenden Schülers（物語、1818年）
- Die Rheinmärchen（説話、1826年）
- Das bittere Leiden unseres Herrn Jesu Christi（1833年）
- Gockel, Hinkel und Gackeleia（説話、1838年）
- Romanzen vom Rosenkranz（叙事詩、1852年）
- Gedichte（1854年）
- Der schiffbrüchige Galeerensklave vom todten Meer（長編小説・断片、1949年）